# Bartalos Lajos
Bartalos Lajos (Páter Engelbert; Jóka, 1904. szeptember 24. - Pannonhalma, 1979. november 19.) szónok, az érsekújvári cserkészek lelki vezetője, költő.

## Élete
1922-től Malackán tanult filozófiát. 1923-ban lépett a ferences rendbe. 1926-tól Zsolnán tanult teológiát. 1929-ben szentelték pappá, ekkor került Érsekújvárba a ferencesekhez. 5 évet szolgált ott.
Számos ifjúsági szervezet tagja volt (például a Széchenyi István iparos és gazdacserkészek egyesületének), az ifjúság nevelésében szerzett érdemeket. Nevéhez fűződik Az érsekújvári cserkészet megszervezése. 1933-tól Füleken szolgált, s az ottani kolostor elöljárója lett. 1935-tól ismét Érsekújvárban szolgált, a második világháború alatt a csonka Magyarországon maradt, mint esperes-plébános. 1970-1975 között Tatárszentgyörgyön szolgált. 1975-ben a Pannonhalmi Papi Szeretet Otthonba került.Tatárszentgyörgyön  nyugszik.

## Elismerései és emlékezete
- 1934-ben faragott székett kapott ajándékba a Katolikus Iparos Cserkészegylettől.
- 2004 Érsekújvár ferences kolostor, emléktábla